# ارمیدلیو اوروتیا
ارمیدلیو اوروتیا (انگلیسی: Ermidelio Urrutia؛ زادهٔ ۲۵ اوت ۱۹۶۳) بازیکن بیسبال اهل کوبا بود.